# Seibert
Seibert ist ein deutscher Familienname.

## Namensträger
- Adam Seibert (1818–1880), deutscher Unternehmer, Politiker und Mitglied des Kurhessischen Kommunallandtages Kassel
- Anja Seibert-Fohr (* 1969), deutsche Juristin, Rechtswissenschaftlerin und Hochschullehrerin
- Björn Seibert, deutscher EU-Beamter
- Christian Seibert (Schlagzeuger) (* 1972), deutscher Autor und Schlagzeuger
- Christian Seibert (Pianist) (* 1975), deutscher Pianist
- Christoph Seibert (* 1971), deutscher evangelischer Theologe und Religionsphilosoph
- Claus Seibert (1902–1977), deutscher Jurist und Richter am Bundesgerichtshof
- Curt Seibert (1898–1975), deutscher Offizier, Journalist und Autor
- Daniel Seibert (* 1980), deutscher Hauptfeldwebel, Träger des Ehrenkreuzes der Bundeswehr für Tapferkeit
- Earl Seibert (1910–1990), kanadischer Eishockeyspieler
- Edith Seibert (1915–2003), deutsche Malerin
- Ernst Seibert (* 1946), österreichischer Germanist
- Eugen Seibert (1883–1938), deutscher Architekt
- Evi Seibert (* 1961), deutsche Moderatorin und Journalistin
- Felix Seibert-Daiker (* 1982), deutscher Fernsehmoderator
- Florence B. Seibert (1897–1991), US-amerikanische Biochemikerin
- Frank Seibert, deutscher Journalist und Moderator
- Friedrich Wilhelm Seibert (1871–1944), deutscher Lehrer, Mitglied des Provinziallandtages der Provinz Hessen-Nassau
- Fritz Seibert (1917–2005), deutscher Journalist und Buchautor
- Georg Seibert (1939–2017), deutscher Bildhauer
- Gertrude Woodcock Seibert (1864–1928), US-amerikanische Bibelforscherin und Lyrikerin
- Hans Seibert (1913–1990), deutscher Politiker (BP)
- Heinrich Seibert (Unternehmer) (1842–1907), deutscher Unternehmer und Firmengründer
- Heinrich Seibert (1910–1951), deutscher SS-Hauptsturmführer
- Helga Seibert (1939–1999), deutsche Richterin
- Hubertus Seibert (* 1954), deutscher Historiker für mittelalterliche Geschichte
- Ingo Seibert (* 1972), deutscher American-Football-Spieler
- Jakob Seibert (* 1939), deutscher Althistoriker
- Jochen Seibert (* 1972), deutscher Musiker und Komponist der Band Eisbrecher, siehe Noel Pix
- Johann Ludwig von Seibert (1744–1810), königlich preußischer Generalleutnant
- Katrin Seibert (* 1970), deutsche Para-Badmintonspielerin
- Kurt Seibert (* 1944), deutscher Musiker, Dirigent und Hochschullehrer
- Ludwig Seibert (1833–1903), deutscher Musikdirektor und Komponist
- Mark Seibert (* 1979), deutscher Musicaldarsteller
- Mark Seibert (Musiker), US-amerikanischer Musiker, Komponist und Produzent
- Michael Seibert (Eiskunstläufer) (* 1960), US-amerikanischer Eiskunstläufer
- Michael Seibert (Kanute), deutscher Kanute
- Nicole Seibert (* 1964), deutsche Schlagersängerin, siehe Nicole (Sängerin, 1964)
- Norbert Seibert (* 1957), deutscher Erziehungswissenschaftler
- Oliver Seibert (1881–1944), kanadischer Eishockeyspieler
- Paul Seibert (1921–1997), Forstwissenschaftler, Vegetationskundler und Hochschulprofessor
- Peter Seibert (* 1948), deutscher Medienwissenschaftler und Germanist
- Philipp Seibert (1915–1987), deutscher Gewerkschafter und Politiker (SPD)
- Rosemarie Seibert (1931–2012), deutsche Politikerin (SED); von 1982 bis 1989 Oberbürgermeisterin von Erfurt
- Rudolf Seibert (1898–1933), deutscher römisch-katholischer Lehrer und Märtyrer
- Rudolf Gier-Seibert (* 1957), deutscher Schriftsteller
- Steffen Seibert (* 1960), deutscher Journalist; von 2010 bis 2021 Regierungssprecher und Chef des Bundespresseamtes; Diplomat
- Theodor Seibert (1870–1936), deutscher Politiker (DVP)
- Theodor Seibert (Journalist) (1896–nach 1943), deutscher Journalist und politischer Schriftsteller
- Ulrich Seibert (* 1954), deutscher Jurist
- Wilhelm Seibert (1840–1925), deutscher Unternehmer und Firmengründer
- Willi Seibert (1908–1976), deutscher SS-Standartenführer und Stabschef der Einsatzgruppe D
- Wolfgang Seibert (1921–2007), Landrat im Landkreis Schlüchtern, Politiker (CDU)